# 1020-as évek
Évszázadok: 10. század · 11. század · 12. század
Évtizedek: 970-es évek · 980-as évek · 990-es évek · 1000-es évek · 1010-es évek · 1020-as évek · 1030-as évek · 1040-es évek · 1050-es évek · 1060-as évek · 1070-es évek
Évek: 1020 · 1021 · 1022 · 1023 · 1024 · 1025 · 1026 · 1027 · 1028 · 1029

## A világ vezetői
- I. István magyar király (Magyar Királyság) (1000–1038† )